# マリアナ・イスカンデル
マリアナ・イスカンデル（英語: Maryana Iskander、アラビア語: ماريانا إسكندر[ˌmæriˈænə ɪˈskændər];。1975年9月1日 - ）は、エジプト系アメリカ人の社会起業家、弁護士である。
2022年に、キャサリン・マーの後任としてウィキメディア財団の最高経営責任者に就任した。
過去には、ハランビー・ユース・エンプロイメント・アクセレーターの最高経営責任者や、プランド・ペアレントフッドの最高執行責任者を務めた経歴を持つ。

## 生い立ち
エジプトのカイロで生まれる。4歳の時に家族とともにアメリカ合衆国のテキサス州ラウンドロックに移住した。1997年にライス大学で社会学の学位を取りmagna cum laudeで卒業した。その後、ローズ奨学制度を使い1999年にオックスフォード大学のMaster of Science（MSc）を取得、また、Rhodes Association of Womenを設立した。2003年にはイェール・ロー・スクールを卒業している。

## 経歴
オックスフォード大学卒業後、マッキンゼー・アンド・カンパニーに入社しアソシエイトとして働く。その後イェール・ロー・スクールを卒業すると、シカゴの第7巡回区控訴裁判所でダイアン・P・ウッドの書記や、ライス大学学長デイヴィッド・リーブロンのアドバイザーを務めた。2年後、ライス大学を辞め、プランド・ペアレントフッドの最高執行責任者に就任。また、WLゴア&アソシエイツの戦略コンサルタント、クラバス・スウェイン・アンド・ムーアやビンソン・アンド・エルキンスの法務担当も務めた。
プランド・ペアレントフッドを退社後、2012年に南アフリカのハランビー・ユース・エンプロイメント・アクセレーターの最高執行責任者に就任、2013年には同社の最高経営責任者となった。ハランビーは無職の若者を減らし定着率を向上させるため、雇用主と新卒労働者を繋ぐことに焦点を置いており、イスカンデルは雇用主が新卒労働者の採用や雇用継続に関し、慈善行為ではなく人材確保という視点を持つことを望んでいた。容易に利用できる大きな労働者のプールを作り、それを使って若者が就職したことを証明することで、ハランビーはその努力と成果を測定することが可能であった。ハランビーはイスカンデルがCEOを務める間に、2019年6月時点で若年労働者10万人に連携企業500社の雇用機会を与えた。
2021年9月14日、イスカンデルはウィキメディア財団の最高経営責任者に指名された（任期は2022年1月5日 - ）。彼女はインタビューで、就任後はウィキペディアのボランティアの編集に多様性を反映させることと、知識へのアクセスを支えるというウィキメディア財団のミッションを宣伝することが最優先事項であると述べている。

## 表彰
イスカンデルは、スコール賞やイェール・ロー・スクールのDistinguished Alumnae Awardなど、様々な賞や地位を授与されてきた。2002年には、「アメリカ合衆国の社会や文化、学術分野で重要な貢献をしようとしている」移民やその子供を対象とするPaul and Daisy Soros Fellowship for New Americansに選ばれた。また、ローズ奨学生やハリー・S・トルーマン奨学生にも選ばれている。2006年、アスペン研究所のヘンリー・クラウン・フェローズ（Henry Crown Fellows）およびアスペン・グローバル・リーダーシップ・ネットワーク（Aspen Global Leadership Network）の2006年クラスのメンバーになる。そして、ハランビー・ユース・エンプロイメント・アクセレーターでは、スコール財団やアメリカ合衆国国際開発庁といった組織から賞や出資金を受けた。